# Josef Sobotka (politik)
Josef Sobotka (7. března 1836 Budeč – 25. dubna 1906 Telč) byl rakouský právník a politik české národnosti z Moravy; poslanec Moravského zemského sněmu, starosta Telče a jeden ze zakladatelů Národní jednoty pro jihozápadní Moravu.

## Biografie
Narodil se v Budči, kde jeho rodiče Jan a Josefína měli zemědělské hospodářství. Navštěvoval základní školu v Novém Veselí, pak hlavní školu v Jihlavě a jihlavské gymnázium. Na škole patřil k nejlepším studentům, vynikal zejména v matematice. Roku 1858 se zapsal na filozofická a právní studia na Vídeňské univerzitě, později se na radu svých pedagogů výlučně soustředil na právní a národohospodářská studia. Vysokou školu dokončil roku 1862 a nastoupil na praxi do vídeňské advokátní kanceláře Dr. Kaizla. Krátce poté přešel ještě během roku 1862 jako auskultant na krajský soud v Jihlavě. Od roku 1863 byl koncipientem u advokáta Aloise Mikyšky ve Valašském Meziříčí. Od roku 1871 měl samostatnou advokátní kancelář v Telči.
Už od dob studií ve Vídni byl aktivní ve spolkovém životě. V roce 1864 se stal náčelníkem první sokolské jednoty na Moravě, roku 1871 se stal předsedou okresního zemědělského spolku v Telči. Od roku 1874 do roku 1880 zastával úřad starosty města Telč. Od roku 1876 byl navíc předsedou místní školní rady. Jako starosta se zasazoval o výstavbu vyšší reálné školy. Roku 1875 byl v Telči zřízen sirotčinec a roku 1877 spořitelna. Měl funkci prvního předsedy Občanské besedy založené roku 1872. Byl členem divadelního odboru Besedy. Podílel se na vzniku Národní jednoty pro jihozápadní Moravu. Od roku 1886 byl předsedou jejího ústředního výboru a funkci zastával do roku 1888, kdy bylo sídlo této české menšinové organizace přeneseno z Telče do Brna. Působil v akčním výboru pro stavbu lokální dráhy z Kostelce do Telče a koncem 19. století byl předsedou správní rady Akciové společnosti místní dráhy Kostelec-Telč. I po odchodu z funkce starosty se angažoval v komunální samosprávě. V roce 1899 i 1902 byl uváděn mezi členy městské rady a ještě v roce 1905 byl zmiňován jako člen obecního výboru.
V 80. letech se zapojil i do vysoké politiky. V zemských volbách v roce 1884 byl zvolen na Moravský zemský sněm, kde zastupoval kurii městskou, obvod Dačice, Telč, Slavonice, Jemnice. V roce 1884 je označován za českého kandidáta (Moravská národní strana, staročeská). Jeho politická orientace byla uváděna jako národně konzervativní. Byl členem výkonného výboru Moravské národní strany. Na sněmu byl od roku 1886 členem finančního odboru. Byl členem zemské školní rady a soustřeďoval se na otázky školství, přičemž opakovaně agitoval za rozvoj české školské sítě.
Počátkem 70. let se jeho manželkou stala Karolína rozená Langrová z Herálce. Bydleli v domě čp. 23 na telčském náměstí. Manželství bylo bezdětné. Josef Sobotka zemřel v dubnu 1906 na otravu krve.